# Католицизм в Суринаме

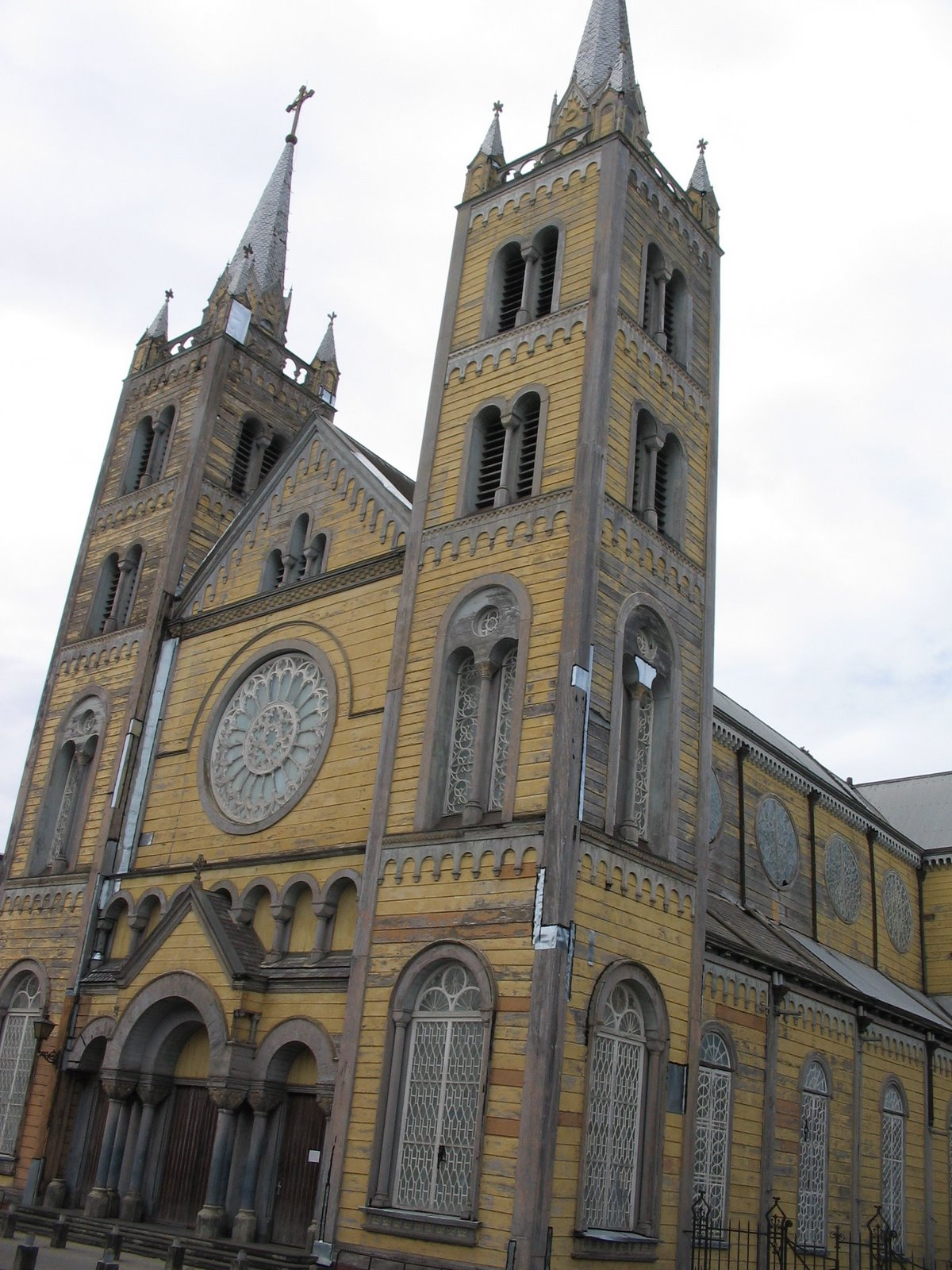
Кафедральный собор Святых апостолов Петра и Павла в Парамарибо

Католицизм в Суринаме. Католическая церковь Суринама является частью всемирной Католической церкви. Численность католиков в Суринаме составляет около 126 тысяч человек (25 % от общей численности населения) по данным Католической энциклопедии; 117 тысяч человек (21,6 %) по данным статистического бюро Суринама.

## История
Побережье Суринама было открыто Алонсо де Охедой в 1499 году, в середине XVI века здесь поселились нидерландские торговцы. Территория Суринама несколько раз переходила от одной колониальной державы к другой, пока по Вестминстерскому договору 1674 года не был закреплён за Нидерландами. В 1683 году в Суринаме появились первые католические миссионеры, но в дальнейшем миссия пришла в упадок и была ликвидирована, в XVII веке христианство (в основном в форме протестантизма) в Суринаме исповедовали только плантаторы.
После оккупации Суринама англичанами в период 1799—1816 годов он вернулся под контроль голландцев после поражения Наполеона. В 1816 году была провозглашена свобода вероисповедания, что дало старт реальной католической миссионерской деятельности. 22 ноября 1817 года была учреждена апостольская префектура Голландской Гайаны (ныне — епархия Парамарибо), в 1842 году она была повышена в статусе до апостольского викариата. В 1865 году в Суринам прибыли голландские редемптористы, которые помимо миссионерства занимались активной социальной и образовательной деятельностью. Монах-редемпторист Петер Дондерс, ухаживавший в Суринаме за прокажёнными был беатифицирован Католической церковью.
В 1958 году апостольский викариат Голландской Гайаны был преобразован в епархию Парамарибо, которая стала суффраганной по отношению к архиепархии Порт-оф-Спейна (Тринидад и Тобаго). В 1975 году Суринам стал независимым государством. В 1994 году были установлены дипломатические отношения между Суринамом и Святым Престолом.
В связи с тем, что в стране только одна католическая епархия, национальная Конференция католических епископов отсутствует, епископы Суринама принимают участие в работе объединённой Антильской конференции католических епископов

## Современное состояние
Особенностью национального и религиозного состава страны является его ярко выраженная полиэтничность (см. Население Суринама). В религиозном плане население поделено на 4 больших конфессиональных общины, каждая из которых составляет около четверти населения. По данным Католической энциклопедии индуисты составляют 27 %, протестанты и католики — по 25 %, мусульмане — 20 %. Все католики Суринама объединены в епархию Парамарибо, насчитывающую 32 прихода и 22 священника.